# Beyeria gardneri
Beyeria gardneri — рід квіткових рослин родини молочайних (Euphorbiaceae).

## Поширення
Ендемік Австралії. Поширений в Західній Австралії.

## Опис
Невеликий чагарничок, заввишки 20–50 см. Цвіте у серпні-вересні. Квіти жовті.